# 薩克森-科堡-薩爾費爾德的維多利亞公主
萨克森-科堡-萨尔费尔德的维多利亚公主（英語：Princess Victoria of Saxe-Coburg-Saalfeld；1786年8月17日—1861年3月16日）萨克森-科堡-萨尔费尔德公主，前萊寧根親王妃、肯特和斯特拉森公爵夫人。薩克森-科堡-薩爾費爾德公爵法蘭茲之女，維多利亞女王的母親，薩克森-科堡-哥達公爵恩斯特一世的妹妹、比利時國王利奧波德一世的姐姐。她是英國國王愛德華七世的外婆。
1803年嫁給萊寧根親王埃米希·卡爾，生萊寧根親王卡爾及萊寧根的費奧多拉。在卡爾逝世後，再嫁喬治三世及夏洛特王后之子肯特和斯特拉森公爵愛德華王子，只有一女維多利亞女王。曾在她的第一任配偶萊寧根親王埃米希·卡爾去世后，她在他们的儿子卡爾未成年期间担任莱宁根公国的摄政王。
維多利亞公主為現今歐洲王室的共同先祖，英國國王查爾斯三世、丹麥女王瑪格麗特二世等歐州君主為其後代子孫。

## 婚姻生活

### 第一次婚姻

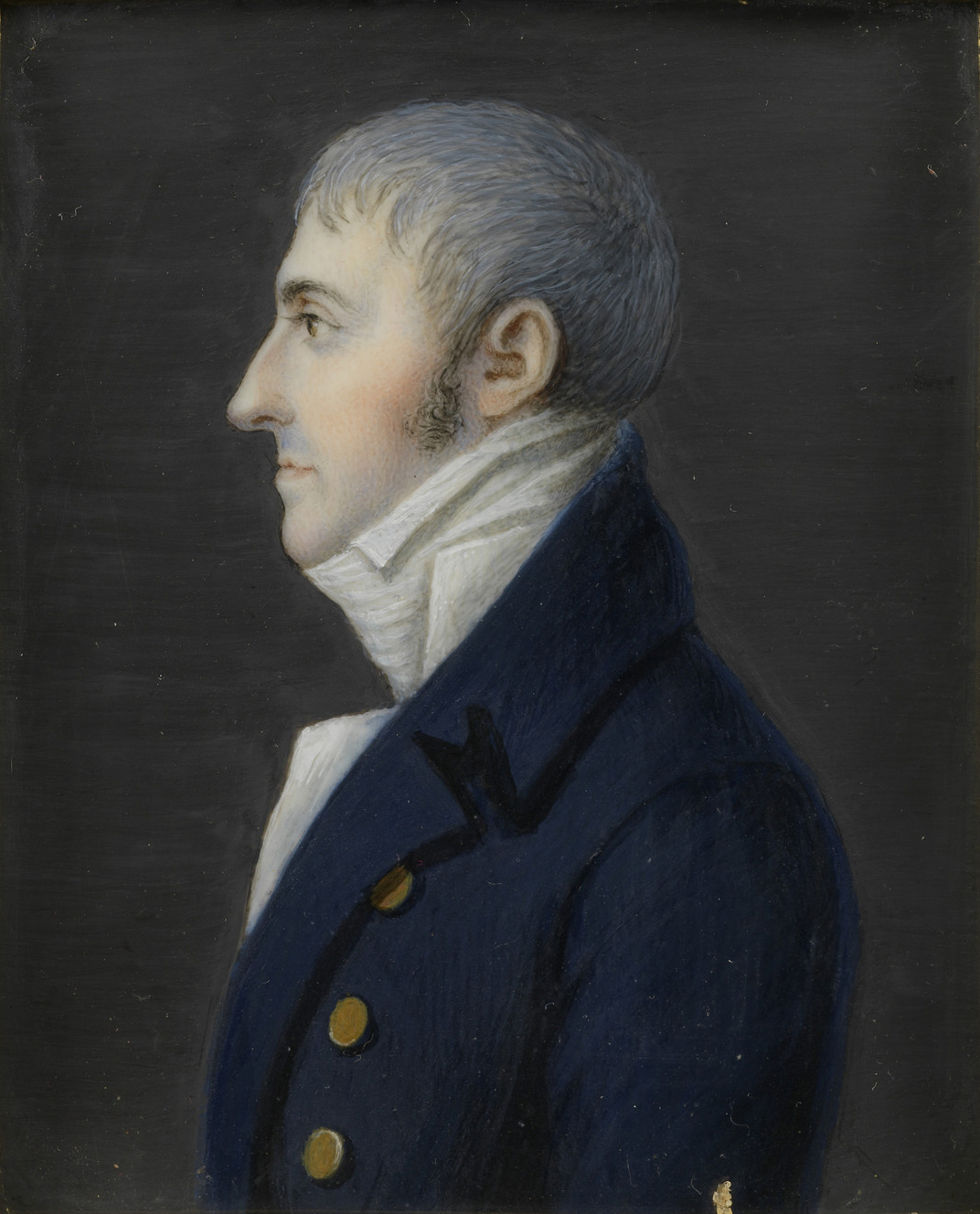
第一任丈夫埃米希·卡爾

1803年12月20日，維多利亞在科堡作為繼室妻子嫁給了埃米希·卡爾。埃米希·卡爾的首任妻子為維多利亞的姨媽罗伊斯-埃伯斯多夫的亨丽埃塔·索菲女伯爵。親王夫婦共育有兩個孩子，即1804年9月12日出生的萊寧根親王卡爾及1807年12月7日出生的萊寧根的費奧多拉。
通過第一次婚姻，維多利亞已經成為了眾多王室的祖先了。

### 萊寧根攝政
在她的第一任配偶萊寧根親王埃米希·卡爾去世后，她曾在他们的儿子卡爾未成年期间担任莱宁根公国的摄政王。

### 第二次婚姻

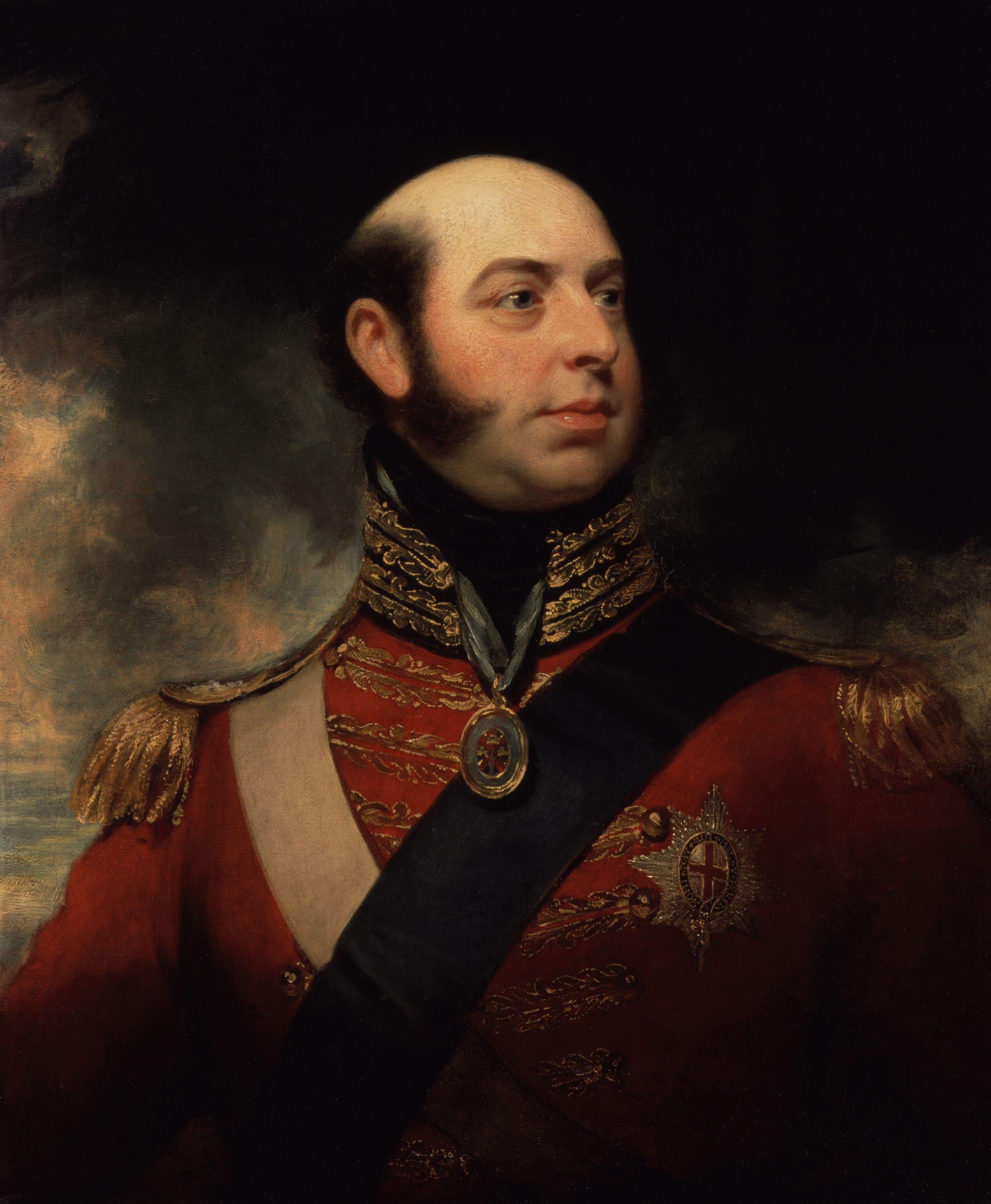
第二任丈夫愛德華王子

1817年，維多利亞的弟弟利奧波德妻子威爾士的夏洛特·奧古斯塔公主在一場難產中逝世。英國王室同時失去了兩代繼承人，並引起了王室繼承危機。喬治三世的三個兒子，因國會提供的婚姻獎勵，準備結婚。其中，愛德華王子向維多利亞求婚，並接受了。他們在1818年5月29日于阿莫巴赫及在1818年7月11日于邱園舉行婚禮。而愛德華王子的長兄克拉伦斯及圣安德鲁斯公爵威廉王子娶了薩克森-邁寧根的阿德萊德為妻。
婚後，公爵夫婦移居德國，因為德國的生活成本更加的低。不久後，維多利亞就懷孕了。公爵夫婦決定讓孩子在英格蘭出生。1819年4月29日，公爵夫婦抵達多弗，並搬進了肯辛頓宮，並於1819年5月24日生下了肯特的亞歷山德琳娜·維多利亞公主，即後來的維多利亞女王。約翰·康羅伊爵士是一個高效的人，他确保肯特夫妇在他们的孩子出生前及时返回英格兰。

## 寡婦生活

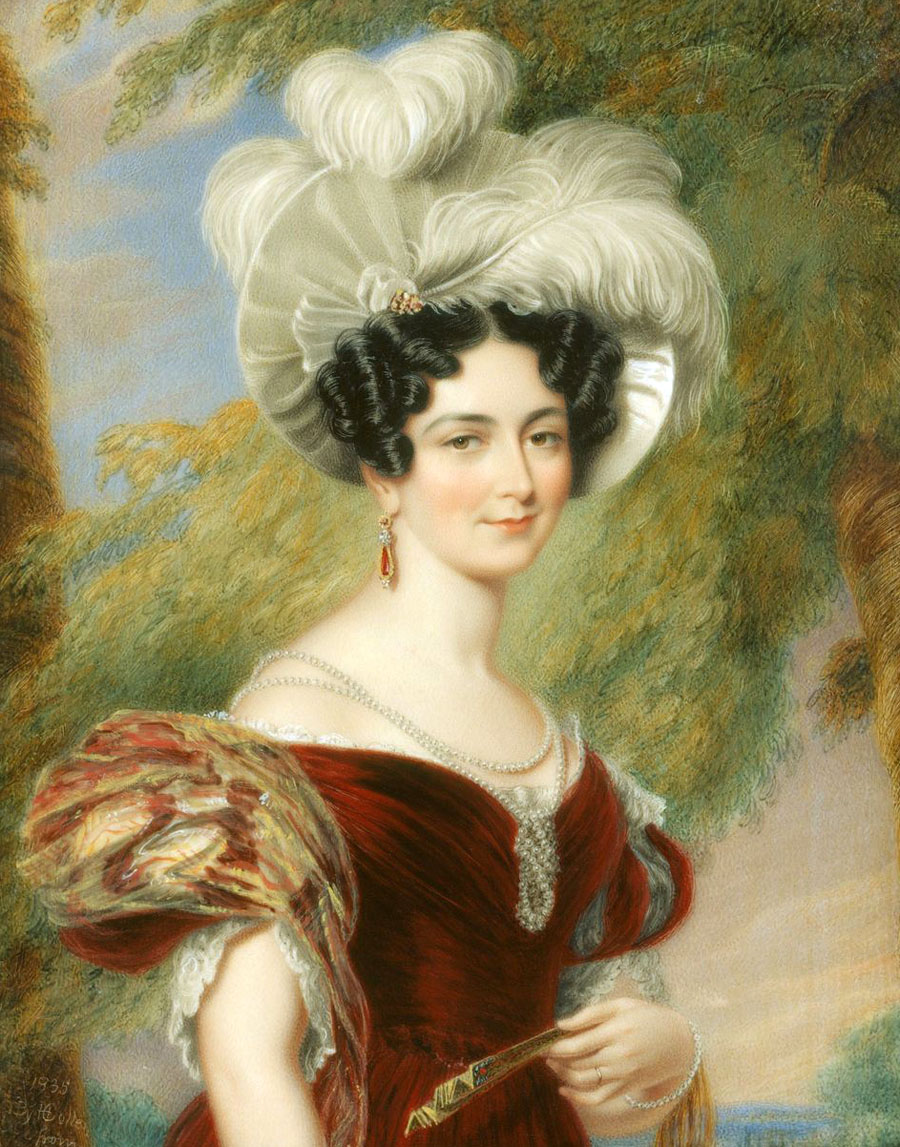
1835年的肯特公爵夫人

肯特公爵爱德华王子于1820年1月23日因肺癌逝世，六天后乔治三世驾崩。肯特公爵的遗孀维多利亚因此失去了住在英国的理由，因为她不会说英语。她在科堡还有一座宫殿，还可以靠着第一任丈夫的遗产生活。然而，此时的英国继承人远未确定——比爱德华年长的三兄弟、新国王乔治四世和约克公爵两人都与他们的妻子疏远，他们的妻子无论如何都已经过了生育年龄。三弟克拉伦斯公爵尚未与妻子生育任何幸存的孩子。肯特公爵夫人决定，与其在科堡安安静静地生活，不如赌女儿登基，她会做得更好，并且在继承了第二任丈夫的债务后，必须寻求英国政府的支持。

## 死亡

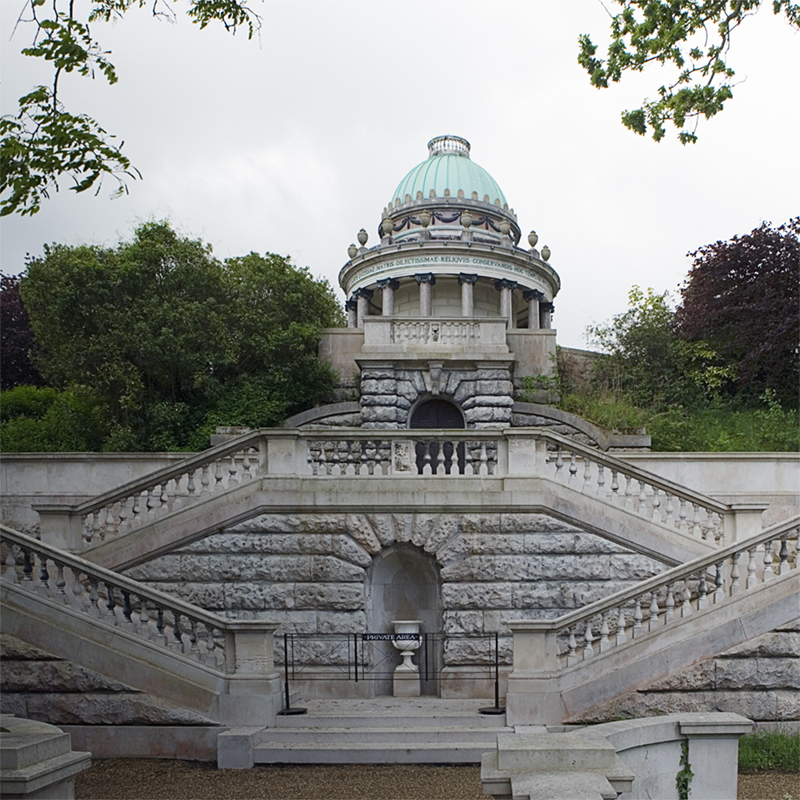
肯特公爵夫人陵墓

1861年3月16日9點30分，肯特公爵夫人維多利亞在伯克郡的浮若閣摩爾宮逝世，享年74歲。通過翻閱母親的日記，維多利亞女王發現母親十分的愛他，她被安葬在位于靠近皇室住所温莎城堡的温莎大公园浮若閣摩爾的肯特公爵夫人陵墓中。

## 皇室頭銜
- 1786年8月17日-1803年12月20日：萨克森-科堡-萨尔费尔德的維多利亞郡主殿下
- 1803年12月20日-1807年1月9日：萊寧根的世襲王妃殿下
- 1807年1月9日-1814年7月4日：萊寧根王妃殿下
- 1814年7月4日-1818年5月29日： 萊寧根的维多利亚王妃殿下
- 1818年5月29日-1861年3月16日： 肯特和斯特拉森公爵夫人殿下

肯特公爵夫人的皇家花押字